# Katholische Pfarrkirche Kirchberg bei Linz

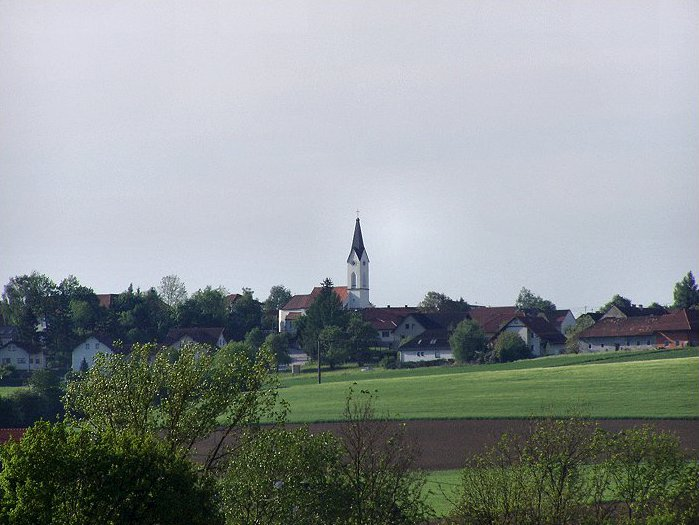
Pfarrkirche hl. Valentin in Kirchberg bei Linz

Die Katholische Pfarrkirche Kirchberg bei Linz steht im Ort Kirchberg bei Linz in der Gemeinde Kirchberg-Thening in Oberösterreich. Die römisch-katholische Pfarrkirche hl. Valentin gehört zum Dekanat Traun in der Diözese Linz. Die Kirche und der Kirchhof stehen unter Denkmalschutz.

## Geschichte
Der ursprünglich gotische Kirchenbau wurde nach einem Brand 1774 und 1859 umgebaut. 

## Architektur
Der spätgotische Chor hat ein Netzrippengewölbe. Das einschiffige Langhaus hat ein Platzlgewölbe. Das Portal der Kirche ist im Süden und der Turm steht im Westen.

## Ausstattung
Die Einrichtung der Kirche ist neugotisch.